# 安德烈·普雷沃
安德烈·普雷沃（法語：André Prévost，1860年3月26日—1919年2月15日），法国男子网球运动员。他曾代表法国参加1900年夏季奥林匹克运动会网球比赛，获得男子双打铜牌。他于1919年在巴黎去世。